# Ralph Goodale
Pour les articles homonymes, voir Goodale.
Ralph Goodale Edward, né le 5 octobre 1949 à Regina en Saskatchewan, est un homme politique canadien. Il occupe de 2003 à 2006 le poste de ministre des Finances du Canada. En 2006, Bill Graham, alors chef intérimaire des libéraux, le nomme leader de l'opposition à la Chambre, poste qu’il conserve sous la direction de Stéphane Dion et de Michael Ignatieff jusqu'en septembre 2010, année où il est promu leader adjoint. 
Depuis 2015, il occupait le poste de ministre de la sécurité publique et de la protection civile du Canada. Il termina son mandat le 11 novembre 2019.

## Jeunesse
Ralph Goodale est né à Regina, en Saskatchewan, et a grandi dans une ferme près de Wilcox, village de cette province. Il a été membre de Scouts Canada et détient le titre de scout de la Reine[1]. Il suit d'abord des cours à l'Université de la Saskatchewan à Regina et obtient ensuite un diplôme en droit de l'Université de la Saskatchewan à Saskatoon, qui lui décerne également une médaille d'or pour son rendement scolaire.

## Politique fédérale de 1974 à 1979
Actif en politique depuis son jeune âge, Ralph Goodale est élu pour la première fois député fédéral en 1974. Il n’a alors que 24 ans. Il exerce le rôle de député de l’arrière-ban jusqu’à sa défaite à l’élection de 1979.

## Politique provinciale
En 1981, il est nommé chef du Parti libéral de la Saskatchewan.
Il subit une cuisante défaite au scrutin provincial de 1982 : son parti ne recueille que 4,51 % des suffrages et ne remporte aucun siège. Toutefois, Ralph Goodale est le seul candidat libéral à récolter plus de 1 000 voix[2].
Son parti remporte 9,99 % des voix à l'élection provinciale de 1986, mais Ralph Goodale est le seul candidat libéral élu à l’Assemblée législative. Il fait campagne en prônant la responsabilité financière et en affirmant que le Parti progressiste-conservateur et le NPD préconisent les politiques de dépenses excessives, comme l’indiquent leurs propositions keynésiennes pour stimuler l’économie provinciale, qui sont fondées sur des programmes de subventions pour la rénovation domiciliaire et d’autres programmes du même genre.

## Retour à la politique fédérale

### Défaite à l’élection de 1988
Ralph Goodale démissionne de son poste de chef pour se porter candidat du Parti libéral du Canada à l’élection fédérale de 1988, mais il est battu de justesse par Larry Schneider, ancien maire de Regina, qui plus tard exerce brièvement la fonction de membre du gouvernement de Kim Campbell. Au tout début de cette année-là et avant même sa démission,Ralph Goodale a Jason Kenney comme secrétaire de direction, avant que celui-ci ne devienne député conservateur fédéral d’une circonscription de Calgary.
Ralph Goodale travaille ensuite cinq ans dans le secteur privé pour des entreprises telles la Compagnie d'assurance-vie Pioneer, Pioneer Lifeco Inc. et la Souveraine, compagnie d'assurance-vie et affirme dans des entrevues que sa carrière politique est terminée.

### Membre du parti au pouvoir de 1993 à 2006
Il se porte de nouveau candidat à l’élection fédérale de 1993, où il remporte un siège dans le cadre de l’écrasante victoire des libéraux. En tant que membre du nouveau gouvernement Chrétien, il est nommé ministre de l'Agriculture et de l'Agroalimentaire. Puisqu’il est membre du Conseil privé de la Reine pour le Canada depuis le 4 novembre 1993[3], il porte à vie les titres d’« honorable » et de « C.P. ».
En 1997, il devient ministre des Ressources naturelles et, en 2002, il est nommé ministre des Travaux publics et des Services gouvernementaux, ministère éclaboussé par des scandales auparavant.
Lorsque Paul Martin accède au pouvoir le 12 décembre 2003, il nomme M. Goodale, son proche allié, ministre des Finances. Celui-ci dépose alors deux budgets équilibrés consécutifs et lance le programme de productivité du gouvernement.
Le 28 décembre 2005, une lettre de Giuliano Zaccardelli, commissaire de la Gendarmerie royale du Canada (GRC), confirme que cet organisme mène une enquête criminelle pour déterminer si le Bureau du ministre des Finances a divulgué des détails sur les politiques budgétaires du gouvernement en matière de fiducies de revenu. M. Goodale déclare qu’il coopérera pleinement avec les enquêteurs, mais qu’il ne quittera pas son poste, car l’enquête vise le Ministère et non le ministre lui-même[4]. Le 15 février 2007, la GRC annonce la fin de son enquête, accuse M. Serge Nadeau, fonctionnaire du ministère des Finances, d’abus de confiance[5] et innocente M. Goodale[6]. Celui-ci reproche à Mme Judy Wasylycia-Leis, députée du NPD, d’avoir fait échouer les libéraux aux élections de 2006[7].

### Membre de l’opposition de 2006 jusqu’à présent
Ralph Goodale est réélu à la Chambre des communes lors de l’élection générale du 23 janvier 2006, mais perd son poste au sein du gouvernement après la défaite des libéraux.

### Élection de 2006 à la direction du Parti libéral
À la suite de l’échec du Parti libéral et de l’annonce faite par Paul Martin, le soir du scrutin, de démissionner de son poste de chef du parti, Ralph Goodale affirme au début qu’il ne compte pas lui succéder : « Je n’ai jamais songé à briguer ce poste, dit-il. C’est hors de question[8]. » Toutefois, le 16 mars 2006, le Toronto Star rapporte que Ralph Goodale songe à revenir sur sa décision et ajoute qu’il pourrait se porter candidat à la direction du Parti libéral[9]. En fin de compte, il renonce à se porter candidat, invoquant comme raison principale le fait qu’il ne parle pas français. Le 28 novembre 2006, il soutient la candidature de Bob Rae à la direction du Parti libéral[10]. Terminant troisième après le troisième tour de scrutin, Bob Rae est éliminé, et Ralph Goodale soutient alors Stéphane Dion, qui devient chef des libéraux.
Ralph Goodale s’oppose à la candidature de David Orchard à l'élection partielle dans Desnethé—Missinippi—Rivière Churchill[11], ce qui pousse Stéphane Dion à suspendre l’élection à l’investiture et à nommer Joan Beatty candidate.

### Gouvernement de coalition
En novembre 2008, les trois partis d’opposition au Parlement canadien manifestent leur intention de faire tomber le gouvernement de Stephen Harper par une motion de censure et expriment le désir de voir la gouverneure générale Michaëlle Jean demander à l’un de leurs députés de former un nouveau gouvernement. Au début, on pense que Ralph Goodale deviendra premier ministre du Canada en sa qualité de chef du gouvernement de coalition[12]. Toutefois, selon l’entente de coalition, c’est au chef du Parti libéral que revient le poste de premier ministre, et les libéraux conviennent plus tard de confier provisoirement ce rôle à Stéphane Dion jusqu’à l’élection d’un nouveau chef[13].

### Élection de 2011
Ralph Goodale est l’un des 34 députés libéraux réélus lors de l’élection fédérale de 2011.
Puisque le NPD détient plus de sièges que les libéraux, il a la priorité en matière de bureaux parlementaires. Ainsi, les néo-démocrates demandent que Ralph Goodale libère son bureau dans le si convoité édifice du Centre, geste que de nombreux libéraux considèrent comme un manque de respect à l’égard de leur collègue. Ces derniers soulignent que Ralph Goodale a exercé longtemps les fonctions de ministre du cabinet et de leader parlementaire, et que même les conservateurs (qui ont un nombre plus élevé de députés qu’auparavant) n’ont demandé à aucun député libéral de céder son bureau.

### Élection de 2019
Ralph Goodale est défait par le député conservateur Michael Kram.